# Gerard Nijboer
Gerard Nijboer, né le 18 août 1955 à Hasselt, est un ancien athlète néerlandais, coureur de marathon et vice-champion olympique.
Il a participé à trois Jeux olympiques d'été, remportant l'argent aux Jeux olympiques d'été de 1980 à Moscou. Deux ans plus tard, il devint champion d'Europe.

## Palmarès

### Jeux olympiques
- Jeux olympiques de 1980 à Moscou ( Union soviétique)
  -  Médaille d'argent sur le marathon
- Jeux olympiques de 1984 à Los Angeles ( États-Unis)
  - abandon sur le marathon
- Jeux olympiques de 1988 à Séoul ( Corée du Sud)
  - 13e sur le marathon

### Championnats du monde d'athlétisme
- Championnats du monde d'athlétisme de 1983 à Helsinki ( Finlande)
  - 29e sur le marathon

### Championnats d'Europe d'athlétisme
- Championnats d'Europe d'athlétisme de 1982 à Athènes ( Grèce)
  -  Médaille d'or sur le marathon
- Championnats d'Europe d'athlétisme de 1986 à Munich ( Allemagne de l'Ouest)
  - 6e sur le marathon